# Ryuho Kikuchi
Pour les articles homonymes, voir Kikuchi (homonymie).
Ryuho Kikuchi (菊池 流帆, Kikuchi Ryūho), né le 9 décembre 1996 à Kamaishi, dans la préfecture d'Iwate, est un footballeur japonais qui évolue au poste de défenseur central au Machida Zelvia.

## Biographie

### Début en deuxième division (2019-2020)
Le 9 décembre 2018, Ryuho Kikuchi quitte officiellement l'université des sports et des sciences d'Osaka pour commencer sa carrière professionnelle, il rejoint le Renofa Yamaguchi qui évolue en deuxième division japonaise. Il déclare plus tard dans une interview qu'il pensait être prêt pour la première division japonaise mais qu'il n'avait reçu aucune offre, il doutait donc de son futur car à 21 ans il n'avait qu'une seule proposition, celle du Renofa Yamaguchi.
Ryoho Kikuchi joue sa première rencontre professionnelle le 17 mars 2019 à l'occasion de la quatrième journée de J2 League 2019, le Renofa Yamaguchi affronte alors le Ehime FC. Il rentre à la 77e minute de jeu mais ne parvient pas à changer le score, la rencontre se termine sur une défaite 2 à 1.

### Vissel Kobe (2020-2025)
Le 29 décembre 2019, le site officiel du Vissel Kobe annonce officiellement l'arrivée, librement, de Ryuho Kikuchi. Il y signe un contrat de trois saisons.
Il ne joue sa première rencontre que le 11 juillet 2020, pour la quatrième journée de J1 League 2020, lors du déplacement du Vissel Kobe à Ōita afin d'affronter l'Oita Trinita. Ryuho débute la rencontre en tant que titulaire, il sort à la 75e minute pour laisser sa place à Hirofumi Watanabe, la rencontre se termine sur le score de 1 à 1.
Ses débuts avec le Vissel Kobe sont assez timides, il ne joue qu'occasionnellement en championnat (il finit à 14 matchs joués), cependant il est titularisé lors de l'épopée en ligue des champions de l'AFC 2020 où il mènera le Vissel jusqu'en demi-finales de la compétition, en perdant à la 119e minute de jeu face aux futurs vainqueurs, Ulsan Hyundai.
C'est lors de la saison 2021 que Ryuho Kikuchi se démarque, il joue l'entièreté des matchs de championnat (à l'exception d'une rencontre face au Nagoya Grampus) et forme avec Thomas Vermaelen une défense permettant au Vissel Kobe de terminer à la troisième place du championnat, signifiant une qualification aux barrages de la Ligue des champions de l'AFC. Il se distingue tout particulièrement par son efficacité sur les coups de pied arrêtés qui permettront de sauver le Vissel Kobe à quelques reprises, comme par exemple face au Tokushima Vortis (contre lequel il marque à la 10e minute du temps additionnel) et face au Kawasaki Frontale pour aller chercher le nul en fin de rencontre.
Il se démarque aussi de par ses statistiques défensives très impressionnantes (13,11 actions défensives réussis/90 minutes ou encore 8,54 interceptions/90 minutes) qui font de lui l'un des meilleurs défenseurs d'Asie. Ces performances lui permettent d'être nommé, avec quatre de ses coéquipiers, dans la liste des 31 meilleurs joueurs de la saison en JLeague, il n'est cependant par retenu dans l'équipe type de la saison.

## Statistiques
| Saison                | Club                  | Championnat           | Championnat | Championnat | Coupe nationale | Coupe nationale | Coupe de la Ligue | Coupe de la Ligue | Supercoupe | Supercoupe | Compétition(s) continentale(s) | Compétition(s) continentale(s) | Compétition(s) continentale(s) | Total | Total |
| Saison                | Club                  | Division              | M.          | B.          | M.              | B.              | M.                | B.                | M.         | B.         | Comp.                          | M.                             | B.                             | M.    | B.    |
| 2019                  | Renofa Yamaguchi      | J2 League             | 35          | 3           | 2               | 0               | -                 | -                 | -          | -          | -                              | -                              | -                              | 37    | 3     |
| Sous-total            | Sous-total            | Sous-total            | 35          | 3           | 2               | 0               | 0                 | 0                 | 0          | 0          | -                              | 0                              | 0                              | 37    | 3     |
| 2020                  | Vissel Kobe           | J1 League             | 14          | 0           | -               | -               | -                 | -                 | -          | -          | ACL                            | 5                              | 0                              | 19    | 0     |
| 2021                  | Vissel Kobe           | J1 League             | 37          | 5           | 2               | 0               | 4                 | 0                 | -          | -          | -                              | -                              | -                              | 43    | 5     |
| 2022                  | Vissel Kobe           | J1 League             | 24          | 4           | 4               | 0               | -                 | -                 | -          | -          | ACL                            | 4                              | 0                              | 32    | 4     |
| 2023                  | Vissel Kobe           | J1 League             | 2           | 0           | -               | -               | -                 | -                 | -          | -          | -                              | -                              | -                              | 2     | 0     |
| 2024                  | Vissel Kobe           | J1 League             | 20          | 2           | 5               | 0               | 1                 | 0                 | -          | -          | ACL                            | 3                              | 1                              | 29    | 3     |
| Sous-total            | Sous-total            | Sous-total            | 97          | 11          | 11              | 0               | 5                 | 0                 | 0          | 0          | -                              | 12                             | 1                              | 125   | 12    |
| 2025                  | Machida Zelvia        | J1 League             | 8           | 2           | 3               | 0               | 1                 | 0                 | -          | -          | -                              | -                              | -                              | 12    | 2     |
| Sous-total            | Sous-total            | Sous-total            | 8           | 2           | 3               | 0               | 1                 | 0                 | 0          | 0          | -                              | 0                              | 0                              | 12    | 2     |
| Total sur la carrière | Total sur la carrière | Total sur la carrière | 140         | 16          | 16              | 0               | 6                 | 0                 | 0          | 0          | -                              | 12                             | 1                              | 174   | 17    |

## Palmarès

### Vissel Kobe
- Champion du Japon en 2023 et 2024
- Vainqueur de la Coupe du Japon en 2024
- Finaliste de la Supercoupe du Japon en 2024